# Смит, Морис
Морис Леон Хью Смит (англ. Maurice Leon Hugh Smith; род. 28 сентября 1980, Спаниш-Таун) — ямайский легкоатлет, специалист по многоборьям. Выступал за сборную Ямайки по лёгкой атлетике в 2001—2011 годах, серебряный призёр чемпионата мира, чемпион Панамериканских игр, обладатель серебряной медали Игр Содружества, победитель Игр Центральной Америки и Карибского бассейна, действующий рекордсмен Ямайки в семиборье и десятиборье, участник двух летних Олимпийских игр.

## Биография
Морис Смит родился 28 сентября 1980 года в городе Спаниш-Таун округа Сент-Кэтрин.
Начиная с 1998 года активно выступал на юниорских соревнованиях в карибском регионе. Позже проходил подготовку в США во время учёбы в Обернском университете, неоднократно принимал участие в различных студенческих соревнованиях по лёгкой атлетике.
Первого серьёзного успеха на взрослом международном уровне добился в сезоне 2001 года, когда вошёл в состав ямайской национальной сборной и одержал победу в десятиборье на чемпионате Центральной Америки и Карибского бассейна в Гватемале.
Благодаря череде удачных выступлений удостоился права защищать честь страны на летних Олимпийских играх 2004 года в Афинах — набрал в сумме всех дисциплин десятиборья 8023 очка, расположившись в итоговом протоколе соревнований на 14-й строке.
В 2005 году отметился выступлением на чемпионате мира в Хельсинки, провалил здесь все попытки в толкании ядра и остался без результата.
В 2006 году побывал на Играх Содружества в Мельбурне, откуда привёз награду серебряного достоинства, выигранную в десятиборье — уступил только англичанину Дину Мейси.
В 2007 году превзошёл всех соперников на Панамериканских играх в Рио-де-Жанейро, тогда как на чемпионате мира в Осаке с национальным рекордом Ямайки в 8644 очка стал серебряным призёром позади чеха Романа Шебрле.
Находясь в числе лидеров легкоатлетической команды Ямайки, благополучно прошёл отбор на Олимпийские игры 2008 года в Пекине — на сей раз с результатом в 8205 очков финишировал в десятиборье девятым (впоследствии в связи с дисквалификацией россиянина Александра Погорелова поднялся в итоговом протоколе до восьмой позиции).
После пекинской Олимпиады Смит остался в составе ямайской национальной сборной на ещё один олимпийский цикл и продолжил принимать участие в крупнейших международных стартах. Так, в 2009 году он стартовал в десятиборье на чемпионате мира в Берлине, но без результата досрочно завершил выступление.
В 2010 году добавил в послужной список золотую награду, полученную в десятиборье на Играх Центральной Америки и Карибского бассейна в Маягуэсе.
В 2011 году выступил на чемпионате мира в Тэгу, стал серебряным призёром на Панамериканских играх в Гвадалахаре, уступив кубинцу Леонелю Суаресу.